# 海齡 (郭洛羅氏)
海齡（穆麟德轉寫：hailing；?—1842年），郭絡羅氏，滿洲鑲白旗人。清朝武官。
由驍騎校授張家口守備。累擢大名、正定兩鎮總兵。因事降二等侍衛，充古城領隊大臣。歷西安、江寧、京口副都統。第一次鴉片戰爭爆發後，英軍先攻陷吳淞，再由海入江。道光二十二年六月，英軍進攻鎮江，提督齊慎、劉承孝敗退。海齡率駐防兵死守鎮江二日，英軍以雲梯攻入鎮江，海齡與全家殉國，自焚而死的事蹟連英國軍官都聽說了。《清史稿》說海龄因：“妄杀良民，为众所戕，言官亦论奏，下疆吏究勘得白，诏以阖门死难，大节无亏，仍照都统例赐恤，治顼罪如律。”予騎都尉兼一雲騎尉世職，諡昭節，入祀昭忠祠，並鎮江在建祠，妻及次孫附祀。